# Les Quatre Brigands du Huabei
 (décembre 2024).
Si vous disposez d'ouvrages ou d'articles de référence ou si vous connaissez des sites web de qualité traitant du thème abordé ici, merci de compléter l'article en donnant les références utiles à sa vérifiabilité et en les liant à la section « Notes et références ».
Les Quatre Brigands du Huabei est un roman de wuxia écrit par Gu Long, traduit par Christine Corniot.
Il s'agit des aventures de quatre amis, Wang Dong, Kouo Dalou, Yen Tsi et Lin Taping, experts en arts martiaux et avant tout bons vivants.
Il est paru aux éditions Philippe Picquier en 1990 pour la traduction en langue française, en 1998 pour l'édition de poche  (ISBN 2-87730-371-3).